# Fignières
Fignières és un municipi francès situat al departament del Somme i a la regió dels Alts de França. L'any 2007 tenia 142 habitants.

## Demografia

### Població

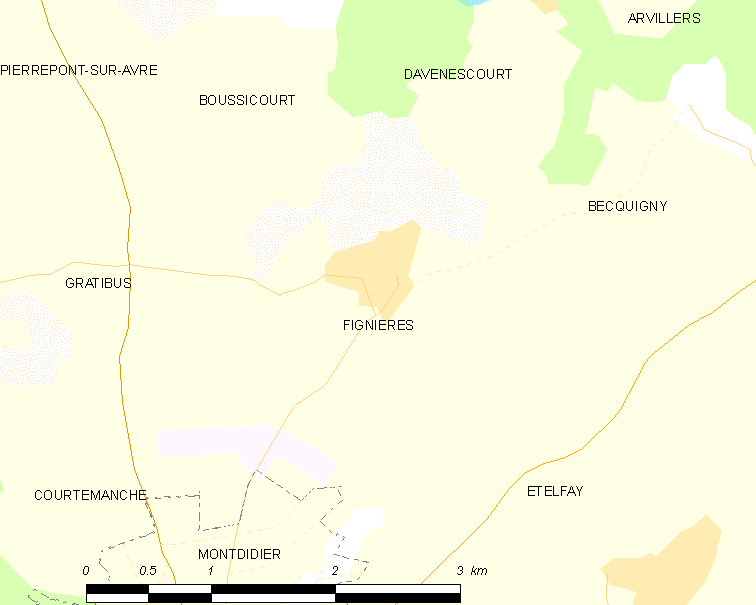

El 2007 la població de fet de Fignières era de 142 persones. Hi havia 56 famílies de les quals 16 eren unipersonals (8 homes vivint sols i 8 dones vivint soles), 16 parelles sense fills, 20 parelles amb fills i 4 famílies monoparentals amb fills.
La població ha evolucionat segons el següent gràfic:
Habitants censats

### Habitatges

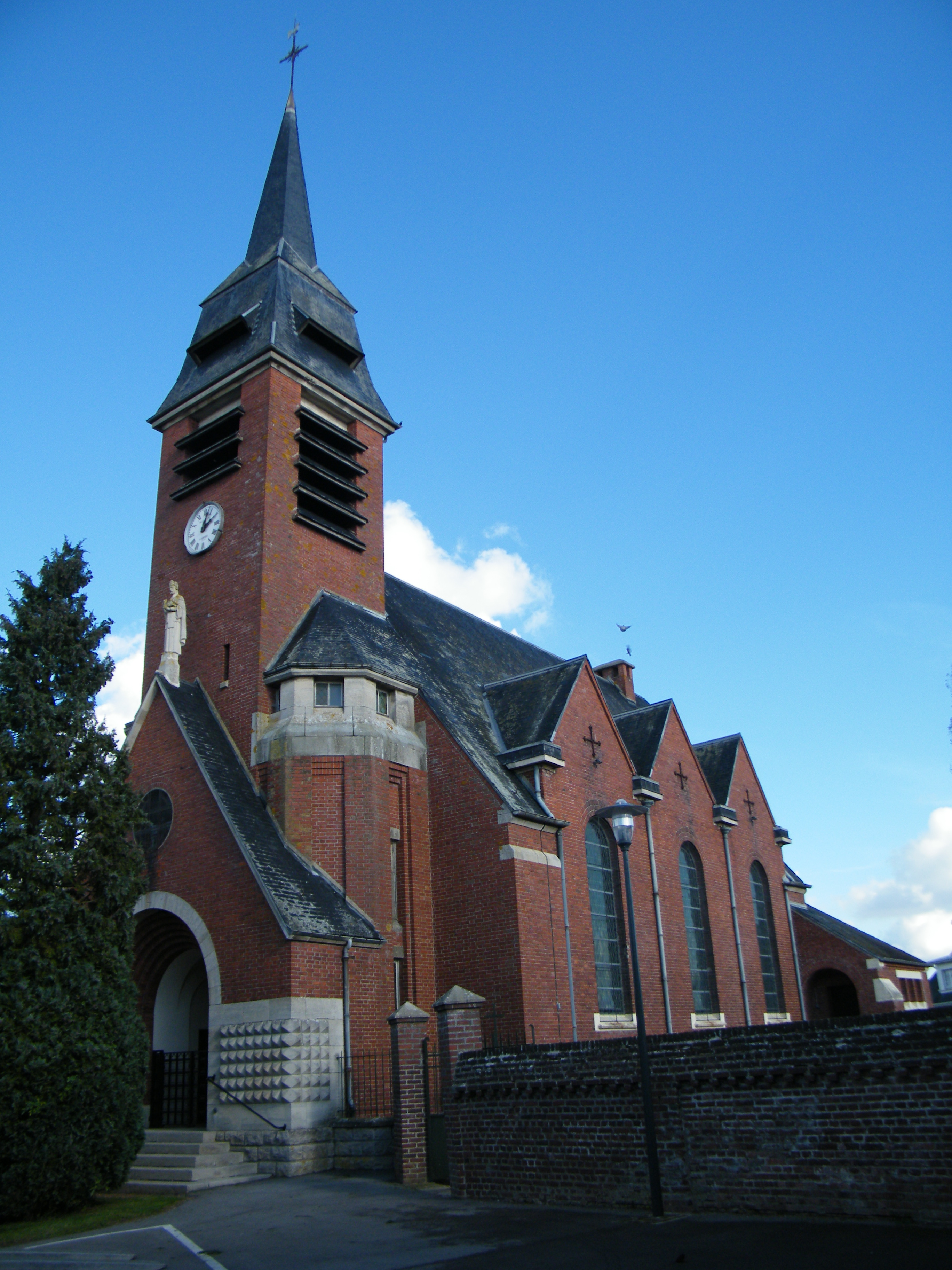

El 2007 hi havia 64 habitatges, 57 eren l'habitatge principal de la família, 4 eren segones residències i 3 estaven desocupats. Tots els 64 habitatges eren cases. Dels 57 habitatges principals, 47 estaven ocupats pels seus propietaris, 7 estaven llogats i ocupats pels llogaters i 3 estaven cedits a títol gratuït; 2 tenien dues cambres, 6 en tenien tres, 14 en tenien quatre i 34 en tenien cinc o més. 38 habitatges disposaven pel capbaix d'una plaça de pàrquing. A 23 habitatges hi havia un automòbil i a 22 n'hi havia dos o més.

### Piràmide de població

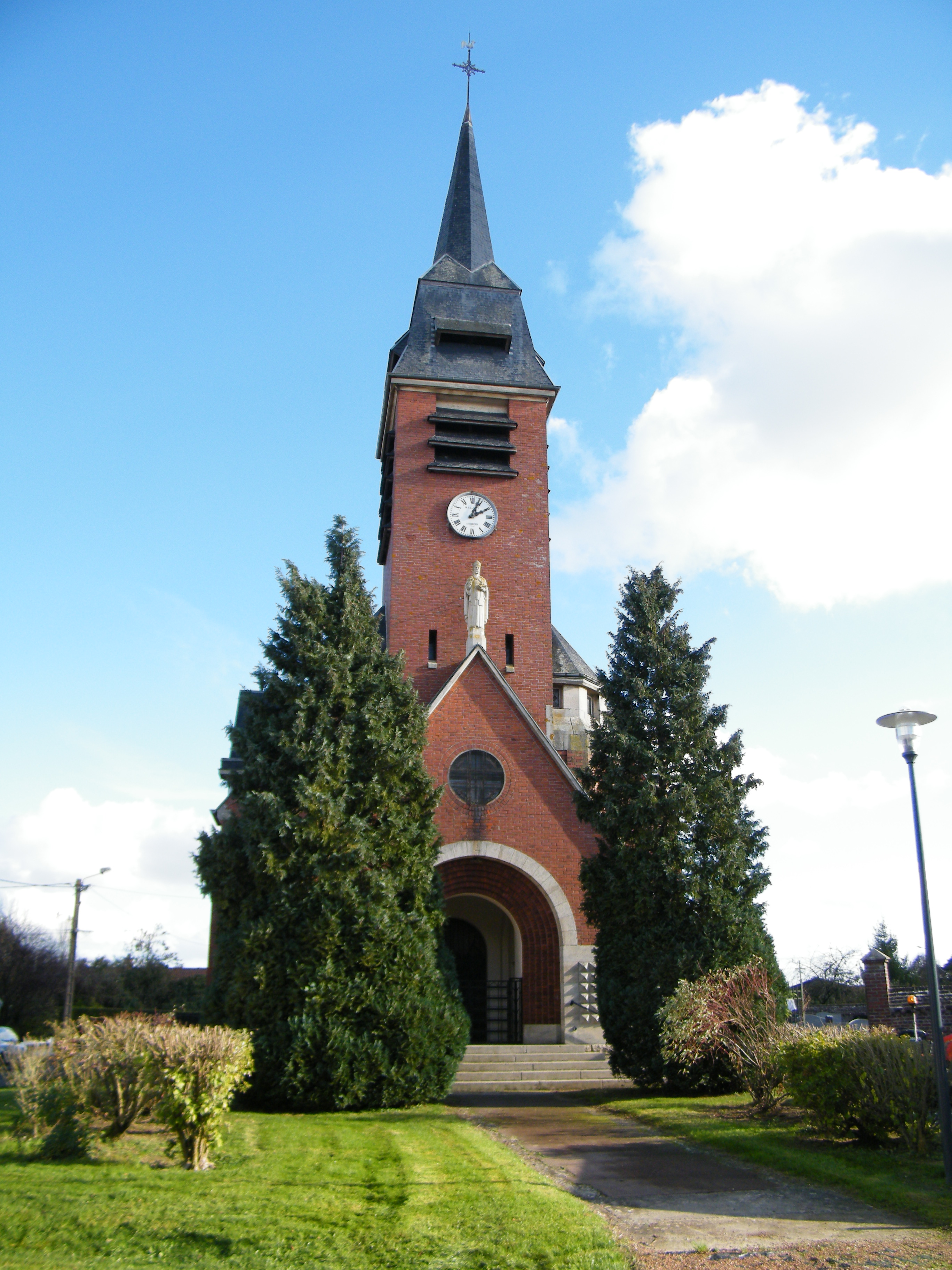

La piràmide de població per edats i sexe el 2009 era:
| Homes | Edats   | Dones |
| ----- | ------- | ----- |
| 0     | 95 o +  | 0     |
| 0     | 90 a 94 | 4     |
| 0     | 85 a 89 | 4     |
| 0     | 80 a 84 | 0     |
| 0     | 75 a 79 | 0     |
| 4     | 70 a 74 | 4     |
| 4     | 65 a 69 | 8     |
| 4     | 60 a 64 | 4     |
| 0     | 55 a 59 | 0     |
| 0     | 50 a 54 | 4     |
| 8     | 45 a 49 | 0     |
| 4     | 40 a 44 | 8     |
| 4     | 35 a 39 | 0     |
| 8     | 30 a 34 | 4     |
| 0     | 25 a 29 | 0     |
| 0     | 20 a 24 | 0     |
| 4     | 15 a 19 | 0     |
| 0     | 10 a 14 | 4     |
| 0     | 5 a 9   | 4     |
| 0     | 0 a 4   | 4     |

## Economia

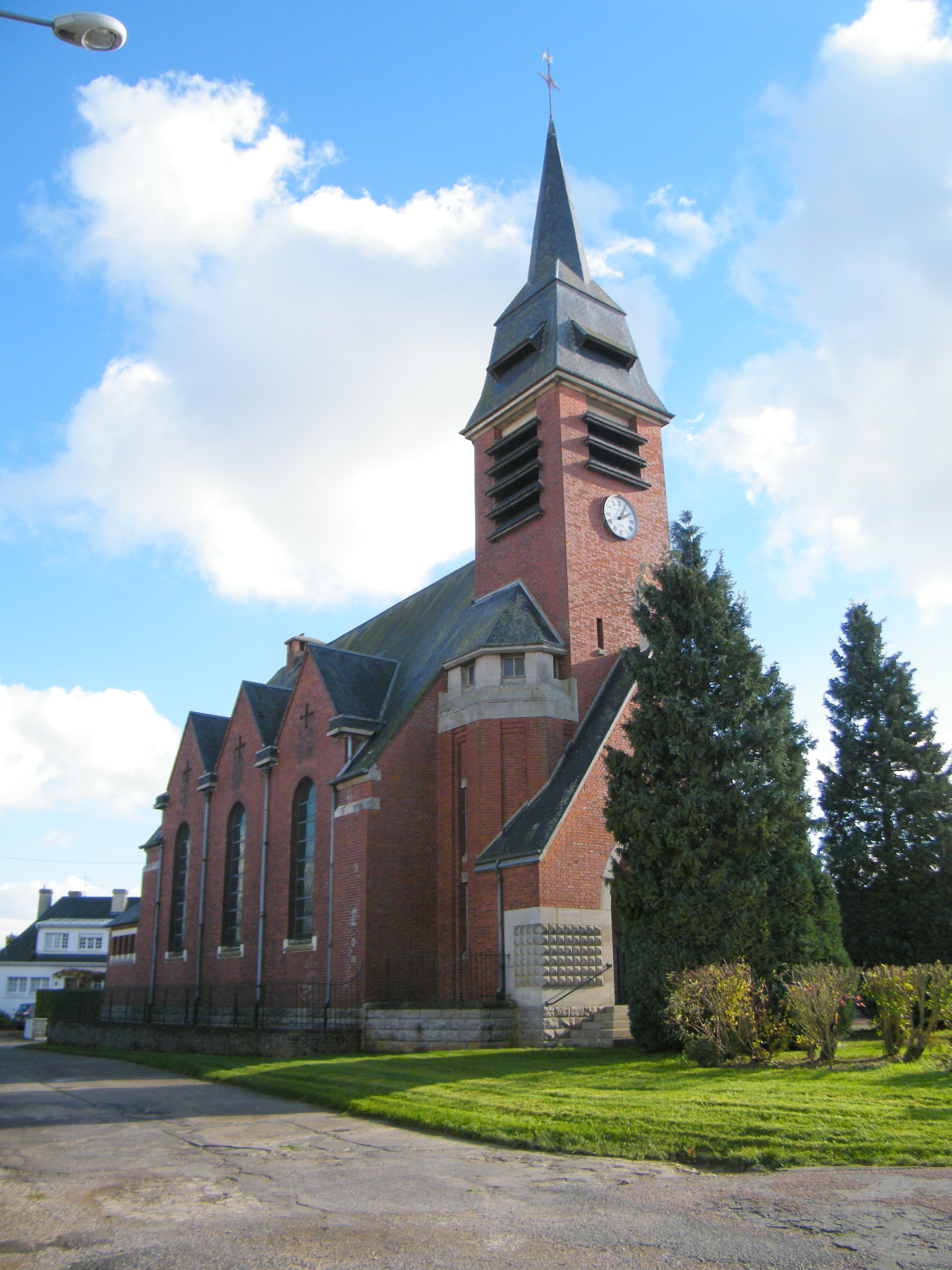

El 2007 la població en edat de treballar era de 84 persones, 62 eren actives i 22 eren inactives. De les 62 persones actives 56 estaven ocupades (31 homes i 25 dones) i 6 estaven aturades (4 homes i 2 dones). De les 22 persones inactives 6 estaven jubilades, 3 estaven estudiant i 13 estaven classificades com a «altres inactius».

### Ingressos
El 2009 a Fignières hi havia 59 unitats fiscals que integraven 152 persones, la mediana anual d'ingressos fiscals per persona era de 16.557 €.

### Activitats econòmiques

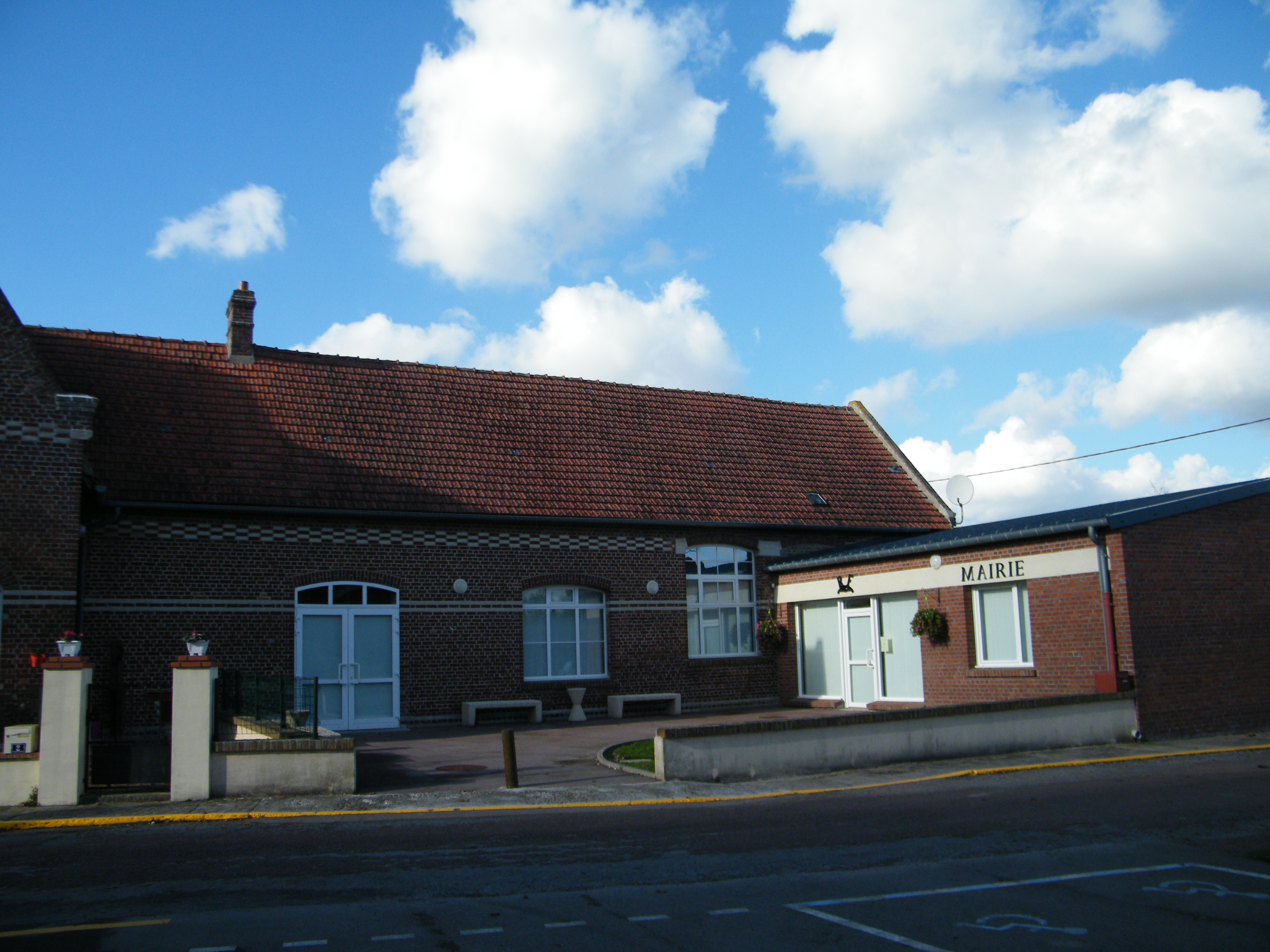

L'únic establiment que hi havia el 2007 era d'una empresa de comerç i reparació d'automòbils.
L'any 2000 a Fignières hi havia 5 explotacions agrícoles que ocupaven un total de 320 hectàrees.

## Poblacions més properes
El següent diagrama mostra les poblacions més properes.